# Bola 8

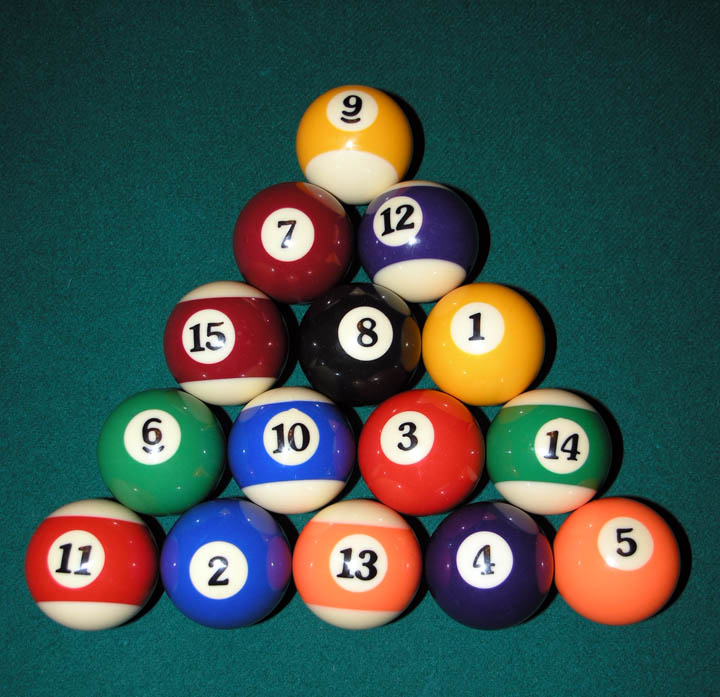
Organização comum das bolas no início da partida

O Bola 8 é um jogo de Pool, uma das vertentes do bilhar e pode ser jogado em mesas de 7, 8 e 9 pés. É composto por 16 bolas, sendo que uma é branca e as outras são coloridas. Utiliza-se um taco de bilhar e a finalidade é tacar a bola branca e com esta acertar numa bola colorida e encestá-la. Existem duas séries de bolas, sendo que a primeira está numerada da 1 a 7, e a segunda, da 9 a 15. Cada jogador fica com uma série, sendo a 8, a bola preta, a última a ser encaçapada.
É a versão que inspira o chamado "Pool Português", que utiliza mesas com dimensões do bilhar americano (254 cm x 127 cm) mas caçapas do bilhar inglês (a área ao redor do buraco é redonda, enquanto na do pool tem duas linhas retas).